# Паново-Леонтьево
Паново-Леонтьево — село в Гагинском районе Нижегородской области. Входит в состав Юрьевского сельсовета.
Село располагается на левом берегу реки Пьяны.